# Hemiocnus
Genre
Hemiocnus est un genre d'holothuries (concombres de mer) de la famille des Cucumariidae.

## Systématique

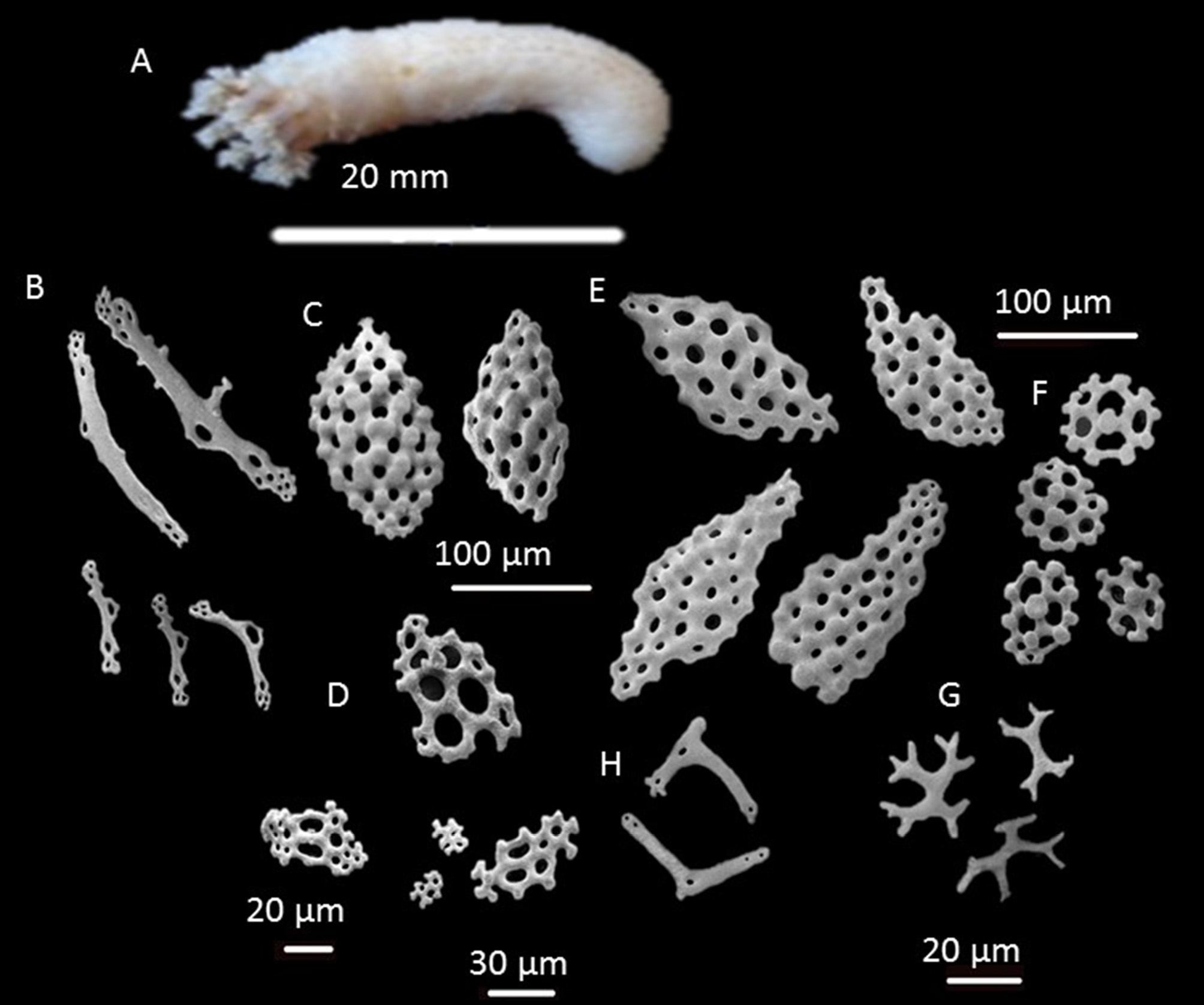
Hemiocnus insolens préservé et ses spicules.

Le genre Hemiocnus a été créé en 2016 par les zoologistes sud-africains Sifiso Mjobo (d) et Ahmed Suleman Thandar (d) avec pour espèce type Cladodactyla syracusana Grube, 1840, rebaptisée Hemiocnus syracusanus (Grube, 1840).

## Description
Ce sont de petites Cucumariidae classiques, ressemblant beaucoup aux Pseudocnella, mais s'en distinguant par deux tentacules buccaux ventraux réduits et la présence de spicules en rosette dans les tentacules.

## Étymologie
Le nom du genre Hemiocnus dérive de celui du genre Ocnus dont il est très proche.

## Liste des espèces
Selon World Register of Marine Species (19 octobre 2021) :
- Hemiocnus insolens (Théel, 1886) -- Afrique du Sud
- Hemiocnus rubrobrunneus Mjobo & Thandar, 2016 -- Tunisie
- Hemiocnus syracusanus (Grube, 1840) -- Méditerranée
- Hemiocnus tegulatus (Augustin, 1908) -- Japon

## Publication originale
- (en) Sifiso Mjobo et Ahmed Suleman Thandar, « A new genus and a new species in the sea cucumber subfamily Colochirinae (Echinodermata: Holothuroidea: Dendrochirotida: Cucumariidae) in the Mediterranean Sea », Zootaxa, Magnolia Press (d), vol. 4189, no 1,‎ 9 novembre 2016, p. 156–164 (ISSN 1175-5334 et 1175-5326, OCLC 49030618, PMID 27988762, DOI 10.11646/ZOOTAXA.4189.1.8, lire en ligne).